# Alexander Grigorjewitsch Klepikow
Alexander Grigorjewitsch Klepikow (russisch Александр Григорьевич Клепиков; * 23. Mai 1950 in Leningrad; † 26. Februar 2021) war ein sowjetischer Ruderer. 
1975 wechselten die Weltmeister im Zweier mit Steuermann von 1974 Wladimir Jeschinow und Nikolai Iwanow mit Steuermann Alexander Lukjanow in den Vierer mit Steuermann und gewannen den Titel bei den Weltmeisterschaften in Nottingham zusammen mit Alexander Klepikow und Alexander Sema. Im Jahr darauf siegte der russische Vierer mit Jeschinow, Iwanow, Klepikow, Michail Kusnezow und Lukjanow auch bei den Olympischen Spielen 1976 in Montreal, nachdem Kusnezow im Finale für Sema eingesprungen war. Bei den Ruder-Weltmeisterschaften 1977 gewannen die fünf Olympiasieger vom Vorjahr hinter dem DDR-Boot die Silbermedaille mit dem sowjetischen Achter.
Der 1,90 m große Alexander Klepikow ruderte auf Vereinsebene für Trud Leningrad.